# Morti nel 1858

## Gennaio(28)
- 1º gennaio - Ieroteo II di Alessandria, vescovo ortodosso greco
- 1º gennaio - Baltazar Mathias Keilhau, geologo e esploratore norvegese (n. 1797)
- 1º gennaio - Eliza Leslie, scrittrice statunitense (n. 1787)
- 3 gennaio - Henry Darcy, ingegnere francese (n. 1803)
- 3 gennaio - Élisabeth-Rachel Félix, attrice teatrale francese (n. 1821)
- 5 gennaio - Josef Radetzky, feldmaresciallo austriaco (n. 1766)
- 7 gennaio - Koca Mustafa Reşid Pascià, politico ottomano (n. 1800)
- 7 gennaio - Antonino Maria Stromillo, vescovo cattolico italiano (n. 1786)
- 8 gennaio - George Finch-Hatton, X conte di Winchilsea, politico inglese (n. 1791)
- 8 gennaio - Henry Fox-Strangways, III conte di Ilchester, nobile e politico inglese (n. 1787)
- 10 gennaio - Charles Émile Seurre, scultore francese (n. 1798)
- 12 gennaio - Charles de Menthon d'Aviernoz, generale e politico italiano (n. 1793)
- 14 gennaio - Mihail Lewicki, cardinale ucraino (n. 1774)
- 15 gennaio - Eugène-Joseph Parent, politico francese
- 15 gennaio - Giuseppe Saverio Tulumello, nobile italiano (n. 1797)
- 15 gennaio - Antoine Maurice Apollinaire d'Argout, politico francese (n. 1782)
- 17 gennaio - Alessandro Bottone di San Giuseppe, politico italiano (n. 1799)
- 17 gennaio - Pietro Ruggeri da Stabello, poeta italiano (n. 1797)
- 18 gennaio - William Cavendish, VI duca di Devonshire, nobile e politico inglese (n. 1790)
- 19 gennaio - Vittorio Amedeo Sallier della Torre, generale, politico e nobile italiano (n. 1774)
- 21 gennaio - Joachim Haspinger, religioso e patriota (n. 1776)
- 21 gennaio - Ugo Pietro Spinola, cardinale italiano (n. 1791)
- 22 gennaio - Cyrille Bissette, politico francese (n. 1795)
- 23 gennaio - Luigi Lablache, basso italiano (n. 1794)
- 25 gennaio - Marianna Bottini, compositrice italiana (n. 1802)
- 25 gennaio - Giuseppe Antonio Corte, politico italiano (n. 1792)
- 29 gennaio - Konstantin Konstantinovič Benckendorff, generale e diplomatico russo (n. 1816)
- 30 gennaio - Coenraad Jacob Temminck, ornitologo e biologo olandese (n. 1778)

## Febbraio(21)
- 6 febbraio - Francesco Aventi, letterato, librettista e musicista italiano (n. 1779)
- 6 febbraio - Friedrich Creuzer, filologo e archeologo tedesco (n. 1771)
- 6 febbraio - Charles Desnoyer, attore teatrale, commediografo e direttore teatrale francese (n. 1806)
- 6 febbraio - Adriano Fieschi, cardinale italiano (n. 1788)
- 6 febbraio - Pompeo Marchesi, scultore italiano (n. 1783)
- 10 febbraio - Wilhelm Theodor Gümbel, botanico tedesco (n. 1812)
- 12 febbraio - Ludovico Gazzoli, cardinale italiano (n. 1774)
- 12 febbraio - Federico Millet d'Arvillars, generale e politico italiano (n. 1788)
- 13 febbraio - Hermann Heinrich Gossen, economista tedesco (n. 1810)
- 14 febbraio - Felice Bellotti, scrittore, poeta e traduttore italiano (n. 1786)
- 15 febbraio - Michele Basilio Clary, arcivescovo cattolico e teologo italiano (n. 1778)
- 15 febbraio - Francesco Rossi, scienziato italiano (n. 1794)
- 16 febbraio - Giuseppe de Fornari, funzionario e politico italiano (n. 1779)
- 17 febbraio - Filippo Albacini, scultore italiano (n. 1777)
- 18 febbraio - Gherardo Stub, mercante e diplomatico italiano (n. 1785)
- 21 febbraio - Antonio Guadagnoli, poeta e letterato italiano (n. 1798)
- 23 febbraio - Luigi Fornaciari, letterato e magistrato italiano (n. 1798)
- 23 febbraio - Vicente Ramón Roca, politico ecuadoriano (n. 1792)
- 27 febbraio - Efisio Flores d'Arcais, politico italiano (n. 1801)
- 27 febbraio - Aleksandr Vasil'evič Viskovatov, storico e pittore russo (n. 1804)
- 28 febbraio - Beda Weber, scrittore tedesco (n. 1798)

## Marzo(23)
- 3 marzo - József Bajza, poeta e critico letterario ungherese (n. 1804)
- 4 marzo - Matthew Perry, ammiraglio statunitense (n. 1794)
- 5 marzo - Giuseppe Neroni Cancelli, politico italiano (n. 1784)
- 8 marzo - Vittorio Fraschini, magistrato e politico italiano (n. 1776)
- 8 marzo - Rudolf Kohlrausch, fisico tedesco (n. 1809)
- 8 marzo - Louis Gabriel Michaud, scrittore e storico francese (n. 1773)
- 9 marzo - James Nelson Barker, drammaturgo, saggista e poeta statunitense (n. 1784)
- 12 marzo - Antonio Angelo Cavanis, presbitero e educatore italiano (n. 1772)
- 13 marzo - Felice Orsini, scrittore e rivoluzionario italiano (n. 1819)
- 13 marzo - Giovanni Andrea Pieri, patriota e militare italiano (n. 1808)
- 15 marzo - Dietrich Wilhelm Heinrich Busch, chirurgo tedesco (n. 1788)
- 16 marzo - Christian Gottfried Daniel Nees von Esenbeck, botanico, entomologo e fisico tedesco (n. 1776)
- 16 marzo - Osip Ivanovič Senkovskij, scrittore, giornalista e orientalista russo (n. 1800)
- 17 marzo - Laban Ainsworth, pastore protestante e compositore statunitense (n. 1757)
- 21 marzo - Benedetta Cambiagio Frassinello, religiosa italiana (n. 1791)
- 22 marzo - Karl von Gorzowsky, militare e politico polacco (n. 1778)
- 26 marzo - Quintin Dick, politico irlandese (n. 1777)
- 26 marzo - Francesco Oliboni, presbitero e missionario italiano (n. 1825)
- 27 marzo - Jean Guillaume Audinet-Serville, entomologo francese (n. 1775)
- 27 marzo - John Hogan, scultore irlandese (n. 1800)
- 27 marzo - Konstantin Markovič Poltorackij, generale russo (n. 1782)
- 29 marzo - Antoine Laurent Bayle, medico, psichiatra e neurologo francese (n. 1799)
- 30 marzo - Marie Kinnberg, fotografa svedese (n. 1806)

## Aprile(18)
- 3 aprile - Sigismund von Neukomm, compositore e pianista austriaco (n. 1778)
- 3 aprile - Rubino Ventura, generale italiano (n. 1794)
- 8 aprile - Giovanni Emanuele Bidera, poeta e drammaturgo italiano (n. 1784)
- 8 aprile - Anton Diabelli, compositore, pianista e editore musicale austriaco (n. 1781)
- 9 aprile - Auguste François Chomel, patologo francese (n. 1788)
- 9 aprile - Joseph Karl Stieler, pittore tedesco (n. 1781)
- 10 aprile - Thomas Hart Benton, politico statunitense (n. 1782)
- 12 aprile - Giovanni Battista Benardelli, pittore, incisore e fotografo italiano (n. 1819)
- 13 aprile - Carl Hasenpflug, pittore tedesco (n. 1802)
- 13 aprile - Ignazio Knoblecher, prete, missionario e esploratore sloveno (n. 1819)
- 13 aprile - Bernard Sarrette, musicologo e militare francese (n. 1765)
- 16 aprile - Johann Baptist Cramer, pianista, compositore e editore inglese (n. 1771)
- 16 aprile - Natale Schiavoni, pittore e incisore italiano (n. 1777)
- 17 aprile - Costantino Reta, politico italiano (n. 1814)
- 19 aprile - Carlo Ferdinando Galli della Loggia, militare e politico italiano (n. 1780)
- 21 aprile - Carl Wahlbom, pittore svedese (n. 1810)
- 28 aprile - Johannes Peter Müller, anatomista, fisiologo e ittiologo tedesco (n. 1801)
- 29 aprile - Giovanni Domenico Mensini, vescovo cattolico italiano (n. 1801)

## Maggio(20)
- 4 maggio - Aimé Bonpland, botanico, naturalista e esploratore francese (n. 1773)
- 6 maggio - Giuseppe Cadolini, ingegnere e traduttore italiano (n. 1805)
- 7 maggio - Sher Singh Attariwalla, indiano
- 10 maggio - Benedetto Marzolla, cartografo e geografo italiano (n. 1801)
- 10 maggio - Pakubuwono VII, sovrano indonesiano (n. 1796)
- 12 maggio - Casacca-di-Ferro, condottiero nativo americano
- 12 maggio - Gabriel Fabre, generale, politico e nobile francese (n. 1774)
- 13 maggio - Francesca del Liechtenstein, principessa austriaca (n. 1841)
- 15 maggio - Robert Hare, chimico e inventore statunitense (n. 1781)
- 15 maggio - Giuseppe Maffei, religioso e storico della letteratura italiano (n. 1775)
- 17 maggio - Elena di Meclemburgo-Schwerin, duchessa (n. 1814)
- 18 maggio - Carl Wigand Maximilian Jacobi, psichiatra tedesco (n. 1775)
- 20 maggio - Gennaro Maldarelli, pittore italiano (n. 1795)
- 20 maggio - Philipp Maximilian Opiz, botanico ceco (n. 1787)
- 21 maggio - Charles-Louis Havas, scrittore, giornalista e traduttore francese (n. 1783)
- 21 maggio - José de la Riva Agüero, politico peruviano (n. 1783)
- 24 maggio - John O'Connell, politico irlandese (n. 1810)
- 28 maggio - Jean François Mayor de Montricher, ingegnere svizzero (n. 1810)
- 28 maggio - Luigi Sampietri, pittore italiano (n. 1804)
- 29 maggio - Johann Moritz Rugendas, pittore tedesco (n. 1802)

## Giugno(10)
- 3 giugno - Julius Reubke, compositore, pianista e organista tedesco (n. 1834)
- 10 giugno - Robert Brown, botanico britannico (n. 1773)
- 11 giugno - Luisa Federica di Anhalt-Dessau, principessa (n. 1798)
- 15 giugno - François Jacques de Larderel, ingegnere, imprenditore e nobile francese (n. 1790)
- 15 giugno - Ary Scheffer, pittore olandese (n. 1795)
- 16 giugno - John Snow, medico e epidemiologo britannico (n. 1813)
- 20 giugno - Theodor Panofka, archeologo tedesco (n. 1800)
- 25 giugno - Karl Borromäus Philipp zu Schwarzenberg, politico e militare austriaco (n. 1802)
- 27 giugno - Evgenij Aleksandrovič Golovin, generale russo (n. 1782)
- 28 giugno - Jane Marcet, scrittrice e divulgatrice scientifica britannica (n. 1769)

## Luglio(18)
- 2 luglio - Amelia FitzClarence, nobile britannica (n. 1807)
- 3 luglio - Aleksandr Andreevič Ivanov, pittore russo (n. 1806)
- 5 luglio - Valentín Gómez Farías, politico messicano (n. 1781)
- 10 luglio - Giuseppe Francesco di Dietrichstein, nobile austriaco (n. 1798)
- 10 luglio - Auguste de Montferrand, architetto francese (n. 1786)
- 15 luglio - José Gregorio Monagas, politico venezuelano (n. 1795)
- 16 luglio - Giovanni Battista Cavedalis, patriota italiano (n. 1794)
- 18 luglio - Ernst Friedrich Glocker, mineralogista, geologo e paleontologo tedesco (n. 1793)
- 18 luglio - Francisco Antonio Pinto, generale e politico cileno (n. 1785)
- 18 luglio - Giovanni Battista Sartori, vescovo cattolico e abate italiano (n. 1775)
- 19 luglio - Domenico Buffa, avvocato, giornalista e politico italiano (n. 1818)
- 22 luglio - Mary Aikenhead, religiosa irlandese (n. 1787)
- 23 luglio - Paku Alam II, sovrano indonesiano (n. 1786)
- 27 luglio - Leopoldo Laperuta, architetto italiano (n. 1771)
- 28 luglio - José Melchor García-Sampedro Suárez, vescovo cattolico e santo spagnolo (n. 1821)
- 28 luglio - Carlo Troya, storico e politico italiano (n. 1784)
- 29 luglio - Alpheus P. Hodges, politico statunitense (n. 1821)
- 31 luglio - Edward Pease, imprenditore inglese (n. 1767)

## Agosto(10)
- 1º agosto - Emma di Anhalt-Bernburg-Schaumburg-Hoym, principessa tedesca (n. 1802)
- 1º agosto - Johann von Wessenberg-Ampringen, politico tedesco (n. 1773)
- 5 agosto - Alexis Soyer, cuoco e scrittore francese (n. 1810)
- 5 agosto - Johann Anton Weinmann, botanico tedesco (n. 1782)
- 7 agosto - Ernst Heinrich Friedrich Meyer, botanico e storico tedesco (n. 1791)
- 8 agosto - Georgiana Cavendish, nobildonna inglese (n. 1783)
- 8 agosto - Linus Yale, inventore statunitense (n. 1797)
- 14 agosto - Tokugawa Iesada, militare giapponese (n. 1824)
- 27 agosto - Michele Leoni, letterato italiano (n. 1776)
- 28 agosto - Louis Rendu, vescovo cattolico italiano (n. 1789)

## Settembre(14)
- 6 settembre - Camillo Milana, vescovo cattolico italiano (n. 1782)
- 6 settembre - Cristoforo Moia, politico italiano (n. 1811)
- 8 settembre - Jacopo Foroni, compositore e direttore d'orchestra italiano (n. 1824)
- 8 settembre - Matilde Malenchini, pittrice italiana (n. 1779)
- 9 settembre - Francesco Costantino Marmocchi, geografo e patriota italiano (n. 1805)
- 14 settembre - Eleuterio Felice Foresti, patriota e diplomatico italiano (n. 1789)
- 15 settembre - Margherita di Sassonia, principessa (n. 1840)
- 16 settembre - Giacomo Buzzi Leone, architetto italiano (n. 1787)
- 17 settembre - Dred Scott, attivista statunitense (n. 1799)
- 21 settembre - Arthur Pendleton Bagby, politico statunitense (n. 1794)
- 27 settembre - Cesare Betteloni, poeta italiano (n. 1808)
- 27 settembre - Ferdinand de Villeneuve, drammaturgo e librettista francese (n. 1801)
- 29 settembre - Dominik Biemann, incisore tedesco (n. 1800)
- 30 settembre - Francesco Paolo Volpe, storico e presbitero italiano (n. 1779)

## Ottobre(15)
- 1º ottobre - Luigi Negrelli, ingegnere italiano (n. 1799)
- 2 ottobre - Francisco José de Souza Suares de Andrea, generale e politico portoghese (n. 1781)
- 8 ottobre - Giacomo Castrucci, archeologo italiano (n. 1794)
- 9 ottobre - Lord Charles Wellesley, politico, generale e nobile inglese (n. 1808)
- 10 ottobre - Carlo Antonio Litta Biumi, geografo italiano (n. 1786)
- 12 ottobre - Utagawa Hiroshige, incisore e pittore giapponese (n. 1797)
- 15 ottobre - Michelangelo Boni, architetto italiano (n. 1804)
- 15 ottobre - Carl Gustav Mosander, chimico e mineralogista svedese (n. 1797)
- 18 ottobre - Dionisio Cassitto, scrittore, meteorologo e politico italiano (n. 1809)
- 19 ottobre - Pasquale Poccianti, architetto italiano (n. 1774)
- 23 ottobre - Gaudenzio Gautieri, funzionario e politico italiano (n. 1811)
- 27 ottobre - Ida Pfeiffer, scrittrice e esploratrice austriaca (n. 1797)
- 27 ottobre - Antonio Van Halen, militare e politico spagnolo (n. 1792)
- 28 ottobre - Rudolf von Lützow, diplomatico austriaco (n. 1780)
- 31 ottobre - Carl Thomas Mozart, funzionario austriaco (n. 1784)

## Novembre(19)
- 2 novembre - Valerio Valeri, compositore italiano (n. 1790)
- 3 novembre - Harriet Taylor Mill, filosofa inglese (n. 1807)
- 6 novembre - Artemio di Alessandria, arcivescovo ortodosso greco (n. 1775)
- 6 novembre - Samuel Cornish, giornalista statunitense (n. 1795)
- 8 novembre - Benjamin Franklin Butler, politico statunitense (n. 1795)
- 9 novembre - Giovanni Torlonia, poeta, filosofo e filantropo italiano (n. 1831)
- 12 novembre - Luigi II del Liechtenstein, principe austriaco (n. 1796)
- 16 novembre - Lázár Mészáros, generale ungherese (n. 1796)
- 17 novembre - Robert Owen, inventore, imprenditore e sindacalista britannico (n. 1771)
- 18 novembre - Barbara Yelverton, XX baronessa Grey de Ruthyn, nobildonna inglese (n. 1810)
- 19 novembre - Pierre Thuillier, pittore francese (n. 1799)
- 20 novembre - William Schley, politico e imprenditore statunitense (n. 1786)
- 20 novembre - James Stopford, IV conte di Courtown, politico irlandese (n. 1794)
- 22 novembre - Amedeo Carisio, militare italiano (n. 1801)
- 22 novembre - Patrick Kennedy, imprenditore irlandese (n. 1823)
- 23 novembre - Edmund Lyons, militare e diplomatico britannico (n. 1790)
- 26 novembre - Friedrich Fueter, politico svizzero (n. 1802)
- 28 novembre - Johann Heinrich Kopp, mineralogista e medico tedesco (n. 1777)
- 29 novembre - Ferrante Aporti, presbitero, pedagogista e politico italiano (n. 1791)

## Dicembre(18)
- 1º dicembre - Thomas Hamilton, IX conte di Haddington, politico scozzese (n. 1780)
- 5 dicembre - Jean-Baptiste Mougeot, botanico, micologo e medico francese (n. 1776)
- 9 dicembre - Georg Brunsig von Brun, generale prussiano (n. 1789)
- 10 dicembre - Joseph Paul Gaimard, naturalista francese (n. 1796)
- 13 dicembre - Carl Ludwig Philipp Zeyher, botanico e entomologo danese (n. 1799)
- 14 dicembre - Nimatullah Kassab Al-Hardini, monaco cristiano e presbitero libanese (n. 1808)
- 15 dicembre - Evdokija Petrovna Rostopčina, poetessa russa (n. 1812)
- 16 dicembre - Francesco Augusto Bon, drammaturgo italiano (n. 1788)
- 16 dicembre - Richard Bright, medico inglese (n. 1789)
- 17 dicembre - Charles François Antoine Morren, botanico belga (n. 1807)
- 18 dicembre - Giuseppe Grosso Cacopardo, avvocato, storico e letterato italiano (n. 1789)
- 22 dicembre - Lucia Gomez Paloma, patriota italiana
- 26 dicembre - James Gadsden, militare, imprenditore e diplomatico statunitense (n. 1788)
- 28 dicembre - Cesare Airoldi, politico e naturalista italiano (n. 1774)
- 28 dicembre - Alexandre Louis Simon Lejeune, botanico belga (n. 1779)
- 28 dicembre - Maria Anna d'Asburgo-Lorena, nobile (n. 1804)
- 29 dicembre - Horatio Walpole, III conte di Orford, nobile e politico inglese (n. 1783)
- 31 dicembre - Franz Ludwig Fick, anatomista e patologo tedesco (n. 1813)

## Senza giorno specificato(32)
- Jean-Paul Alaux, pittore e litografo francese (n. 1788)
- Michele Allemandi, patriota e generale italiano (n. 1807)
- Bogoboj Atanacković, scrittore serbo (n. 1826)
- Giovanni Azzurri, architetto italiano (n. 1792)
- Robert Baldwin, politico canadese (n. 1804)
- Vincenzo Batelli, editore e tipografo italiano (n. 1786)
- Pierre Honoré Bérard, medico francese (n. 1797)
- Ippolito Cais di Pierlas, militare, pittore e botanico italiano (n. 1788)
- Jean-Baptiste-Joseph Champagnac, scrittore francese (n. 1798)
- Domingo Crisanto Delgado Gómez, compositore spagnolo (n. 1806)
- Margaret Garner, statunitense (n. 1834)
- Edward Griffith, naturalista e zoologo inglese (n. 1790)
- Hanaya Yohei, cuoco giapponese (n. 1799)
- Teriitaria II, regina (n. 1790)
- Geōrgios Kountouriōtīs, politico greco (n. 1782)
- Franz Theodor Kugler, storico tedesco (n. 1808)
- Indera Mahkota, nobile malese (n. 1791)
- Jean-Laurent Martinet, politico italiano (n. 1799)
- Baldassare Palazzotto, ornitologo e bibliotecario italiano (n. 1777)
- John Horsley Palmer, economista britannico (n. 1779)
- George Peacock, matematico britannico (n. 1791)
- Giuseppe Ponte di Pino, nobile italiano (n. 1777)
- Giuseppe Racchetti, poeta, scrittore e storiografo italiano (n. 1783)
- Rani Lakshmi Bai, regina indiana (n. 1828)
- Jeremiah N. Reynolds, esploratore, saggista e docente statunitense (n. 1799)
- Gillot Saint-Evre, pittore francese (n. 1791)
- Jacques Bins, conte di Saint-Victor, poeta, saggista e librettista francese (n. 1772)
- Moritz Gottlieb Saphir, drammaturgo e aforista austriaco (n. 1795)
- Friedrich Schlemm, anatomista tedesco (n. 1795)
- Carolina Uccelli, compositrice italiana (n. 1810)
- Vincenzo Valentini, politico italiano (n. 1808)
- Albrecht von Alvensleben, politico prussiano (n. 1794)